# Polyrhaphis angustata
Polyrhaphis angustata es una especie de escarabajo longicornio del género Polyrhaphis, tribu Polyrhaphidini, subfamilia Lamiinae. Fue descrita científicamente por Buquet en 1853.

## Descripción
Mide 16,3-30,3 milímetros de longitud.

## Distribución
Se distribuye por Bolivia, Brasil, Colombia, Costa Rica, Ecuador, Guayana Francesa, Nicaragua, Panamá y Perú.